# Fesselbein

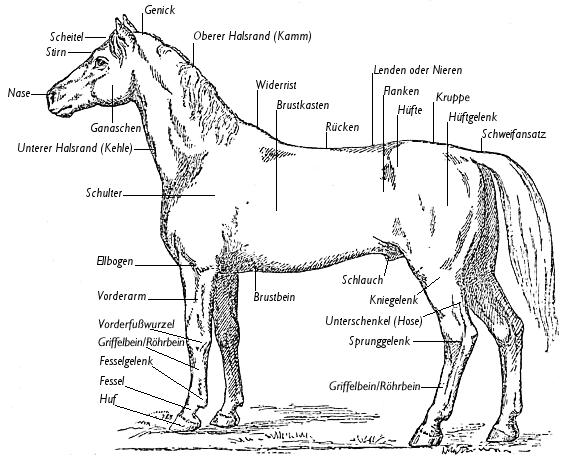
Anatomie eines Hengstes

Als Fesselbein (Os compedale), genannt auch Fesselknochen, bezeichnet man den Knochen des ersten Zehenglieds (Phalanx proximalis) bei Huftieren. Es ist ein kurzer zylindrischer Knochen mit einer oberen Basis, dem Körper (Corpus) und dem unteren Gelenkkopf (Caput). Die Gelenkgrube der Basis (Fovea articularis) dient der gelenkigen Verbindung mit dem Mittelfußknochen („Röhrbein“), die Gelenkrolle des Kopfes artikuliert mit dem Kronbein.
Bei Pferden trägt die hand- bzw. fußflächige Seite des Fesselbeins zwei konvergierende Knochenleisten, die dem Ansatz der schrägen Sesambeinbänder (Ligamenta sesamoidea obliqua) dienen. Die beiden Fesselbeinleisten begrenzen das Fesselbeindreieck (Trigonum phalangis proximalis).
Entzündlich bedingte Knochenzubildungen am Fesselbein werden als Leist bezeichnet.
Auf der Rückseite der Fessel liegt zwischen Fesselgelenk und Huf die Fesselbeuge.